# رودابة (اسم)

رودابة بنت مهراب

رودابة بنت مهراب، أحدي شخصيات الشاهنامة. تزوجها زال بن سام. من أولادها رستم وفرامرز. 